# Lenka Zahoříková
Lenka Zahoříková (ur. 31 lipca 1979 w Pilźnie, Czechy) – czeska piłkarka, grająca na pozycji obrońcy, wielokrotna reprezentantka Czech.

## Kariera piłkarska

### Kariera klubowa
Zaczynała jako lekkoatletka. Do klubu Rapid Pilzno dołączyła w 1994 roku, w którym rozpoczęła karierę piłkarską. Dzięki świetnej sylwetce i wyczuciu na boisku od razu stała się wsparciem drużyny. Przebiegała niesamowitą ilość kilometrów na mecz. Po przedłużającej się kontuzji i późniejszej rekonwalescencji trafiła do kadry Sparty Praga, do której przeniosła się w 1997 roku. 22 marca 2003 została wypożyczona na 1 rok do drugoligowej niemieckiej TSV Tettnang w celu wzmocnienia kobiecej drużyny piłkarskiej. Potem broniła barw klubu Buldoci Karlovy Vary, z którym wywalczyła awans do 1.ligi, po czym zakończyła karierę.

### Kariera reprezentacyjna
7 maja 1996 roku zadebiutowała w czeskiej kadrze narodowej w wygranym 3:0 meczu towarzyskim ze Słowaczkami. W 1997 roku broniła barw juniorskiej reprezentacji Czech U-19. 29 sierpnia 2003	roku rozegrała swój ostatni mecz w kadrze, który zakończył się wynikiem 0:4 na korzyść Niemek. Łącznie ma 31 występów oraz 1 strzeloną bramkę.

## Sukcesy i odznaczenia

### Sukcesy indywidualne
- najlepsza piłkarka roku w Czechach (1): 2001[6].